# James van Riemsdyk
James van Riemsdyk, född 4 maj 1989, ofta kallad sina initialer JVR, är en amerikansk professionell ishockeyforward som spelar för Detroit Red Wings i National Hockey League (NHL). Han har tidigare spelat för Philadelphia Flyers, Toronto Maple Leafs, Boston Bruins och Columbus Blue Jackets.

## Spelarkarriär
van Riemsdyk valdes som andra spelare totalt av Philadelphia Flyers vid NHL Entry Draft 2007 och gjorde sin NHL-debut säsongen 2009–2010.
Han skrev i augusti 2011 på ett nytt kontrakt för sex år med Flyers, värt 25,5 miljoner dollar.
23 juni 2012 trejdades van Riemsdyk till Toronto Maple Leafs i utbyte mot Luke Schenn.
Den 1 juli 2018 skrev han som free agent på ett femårskontrakt värt 35 miljoner dollar med sin tidigare klubb Philadelphia Flyers.

## Privatliv
James van Riemsdyk är bror till NHL-spelaren Trevor van Riemsdyk som i expansionsdraften 2017 blev vald av nykomlingen Vegas Golden Knights, men som nu spelar för Washington Capitals.

## Statistik

### Klubbkarriär
| 2004–05    | Christian Brothers Academy  | HS-NJ      | 30    | 36  | 24  | 60  | —   | —  | —  | —  | —  | —  |
| 2005–06    | U.S. NTDP U17               | USDP       | 18    | 8   | 5   | 13  | 36  | —  | —  | —  | —  | —  |
| 2005–06    | U.S. NTDP U18               | USDP       | 14    | 1   | 3   | 4   | 6   | —  | —  | —  | —  | —  |
| 2005–06    | U.S. NTDP U18               | USHL       | 37    | 18  | 11  | 29  | 26  | 2  | 0  | 0  | 0  | 2  |
| 2006–07    | U.S. NTDP U18               | NAHL       | 12    | 13  | 12  | 25  | 37  | —  | —  | —  | —  | —  |
| 2006–07    | U.S. NTDP U18               | USDP       | 30    | 20  | 18  | 38  | 44  | —  | —  | —  | —  | —  |
| 2007–08    | University of New Hampshire | HE         | 31    | 11  | 23  | 34  | 36  | —  | —  | —  | —  | —  |
| 2008–09    | University of New Hampshire | HE         | 36    | 17  | 23  | 40  | 47  | —  | —  | —  | —  | —  |
| 2008–09    | Philadelphia Phantoms       | AHL        | 7     | 1   | 1   | 2   | 2   | 4  | 0  | 0  | 0  | 2  |
| 2009–10    | Philadelphia Flyers         | NHL        | 78    | 15  | 20  | 35  | 30  | 21 | 3  | 3  | 6  | 4  |
| 2010–11    | Philadelphia Flyers         | NHL        | 75    | 21  | 19  | 40  | 35  | 11 | 7  | 0  | 7  | 4  |
| 2011–12    | Philadelphia Flyers         | NHL        | 43    | 11  | 13  | 24  | 24  | 7  | 1  | 1  | 2  | 4  |
| 2012–13    | Toronto Maple Leafs         | NHL        | 48    | 18  | 14  | 32  | 26  | 7  | 2  | 5  | 7  | 4  |
| 2013–14    | Toronto Maple Leafs         | NHL        | 80    | 30  | 31  | 61  | 50  | —  | —  | —  | —  | —  |
| 2014–15    | Toronto Maple Leafs         | NHL        | 82    | 27  | 29  | 56  | 43  | —  | —  | —  | —  | —  |
| 2015–16    | Toronto Maple Leafs         | NHL        | 40    | 14  | 15  | 29  | 6   | —  | —  | —  | —  | —  |
| 2016–17    | Toronto Maple Leafs         | NHL        | 82    | 29  | 33  | 62  | 37  | 6  | 2  | 1  | 3  | 0  |
| 2017–18    | Toronto Maple Leafs         | NHL        | 81    | 36  | 18  | 54  | 30  | 7  | 3  | 1  | 4  | 4  |
| 2018–19    | Philadelphia Flyers         | NHL        | 66    | 27  | 21  | 48  | 18  | —  | —  | —  | —  | —  |
| 2019–20    | Philadelphia Flyers         | NHL        | 66    | 19  | 21  | 40  | 8   | 12 | 2  | 0  | 2  | 2  |
| 2020–21    | Philadelphia Flyers         | NHL        | 56    | 17  | 26  | 43  | 14  | —  | —  | —  | —  | —  |
| 2021–22    | Philadelphia Flyers         | NHL        | 82    | 24  | 14  | 38  | 25  | —  | —  | —  | —  | —  |
| 2022–23    | Philadelphia Flyers         | NHL        | 61    | 12  | 17  | 29  | 28  | —  | —  | —  | —  | —  |
| 2023–24    | Boston Bruins               | NHL        | 71    | 11  | 27  | 38  | 20  | 11 | 1  | 4  | 5  | 0  |
| 2024–25    | Columbus Blue Jackets       | NHL        | 71    | 16  | 20  | 36  | 23  | —  | —  | —  | —  | —  |
| NHL totalt | NHL totalt                  | NHL totalt | 1 082 | 327 | 338 | 665 | 417 | 82 | 21 | 15 | 36 | 22 |

### Internationellt
| År            | Lag           | Turnering     | Resultat      |    | Matcher | Mål | Assist | Poäng | Utv |
| ------------- | ------------- | ------------- | ------------- | -- | ------- | --- | ------ | ----- | --- |
| 2006          | USA           | U17           | 2             | 6  | 5       | 4   | 9      | 4     |     |
| 2006          | USA           | U18-VM        | 1             | 6  | 0       | 1   | 1      | 2     |     |
| 2007          | USA           | JVM           | 3             | 7  | 1       | 0   | 1      | 2     |     |
| 2007          | USA           | U18-VM        | 2             | 7  | 5       | 7   | 12     | 4     |     |
| 2008          | USA           | JVM           | 4:a           | 6  | 5       | 6   | 11     | 2     |     |
| 2009          | USA           | JVM           | 5:a           | 6  | 6       | 4   | 10     | 4     |     |
| 2011          | USA           | VM            | 8:a           | 2  | 1       | 0   | 1      | 2     |     |
| 2014          | USA           | OS            | 4:a           | 6  | 1       | 6   | 7      | 2     |     |
| 2016          | USA           | WCH           | 7:a           | 3  | 0       | 1   | 1      | 0     |     |
| 2019          | USA           | VM            | 7:a           | 8  | 2       | 3   | 5      | 0     |     |
| Junior totalt | Junior totalt | Junior totalt | Junior totalt | 38 | 22      | 22  | 44     | 18    |     |
| Senior totalt | Senior totalt | Senior totalt | Senior totalt | 19 | 4       | 10  | 14     | 4     |     |